# Wang Xu
Wang Xu (chinesisch 王旭, Pinyin Wáng Xù; * 27. September 1985 in Peking) ist eine chinesische Ringerin.

## Biografie
Wang Xu wurde 2001 Asienmeisterin in der Klasse bis 68 kg. Bei den Ringer-Weltmeisterschaften 2002 in Chalkida gewann sie die Silbermedaille im Schwergewicht. Bei den Weltmeisterschaften ein Jahr später in New York City gewann sie in der gleichen Klasse Bronze. Bei den Olympischen Spielen 2004 in Athen trat sie im Schwergewicht an. Mit ihrem 7:2-Sieg im Finale über die Russin Güsel Manjurowa wurde sie Olympiasiegerin. Bei den Asienspiele 2006 gewann sie erneut Gold in der Schwergewichtsklasse.